# Atzelhof

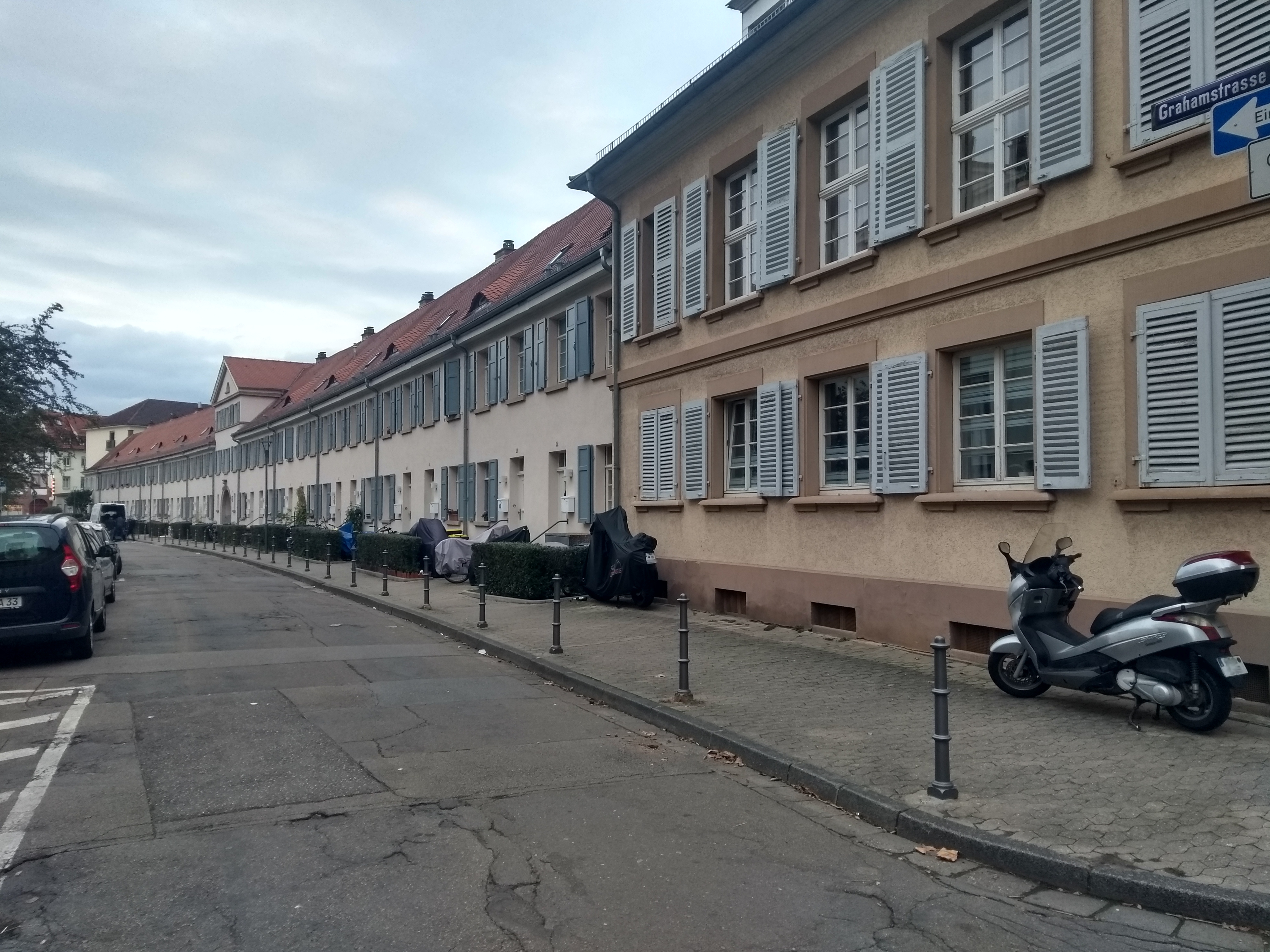
Teil der modernen Wohnsiedlung Atzelhof: Nordostseite der Grahamstraße

Der Atzelhof war eine ausgedehnte Hofanlage, die vom Frühmittelalter bis ins frühe 20. Jahrhundert im Heidelberger Stadtteil Handschuhsheim stand. Nach ihrem Abriss in den 1920er Jahren wurde an ihrer Stelle eine ebenfalls als Atzelhof bezeichnete Wohnsiedlung angelegt. Der Name Atzelhof bezieht sich vermutlich auf die „Atzeln“ (Elstern), die in diesem Areal nisteten.

## Ursprünglicher Baukomplex
Der Atzelhof ging auf die karolingische Epoche zurück, in der erhebliche Teile Handschuhsheims durch ihre jeweiligen Besitzer dem um 764 gerade erst gegründeten Kloster Lorsch geschenkt wurden. Damit wurde die Abtei ein wichtiger Grundbesitzer im Bereich Handschuhsheim und errichtete zu einem unbekannten Zeitpunkt den Atzelhof als Mittelpunkt ihrer dortigen wirtschaftlichen Aktivitäten. Der Hof ist erstmals für das Jahr 1103 belegt, existierte aber vermutlich auch schon vorher.
Der Hof umfasste ausgedehnte Arbeits- und Lagergebäude sowie Stallungen, daneben aber auch eine der heiligen Anna gewidmete Kapelle, nach der der heutige Kapellenweg benannt ist. Die Bauern, die die Besitzungen des Klosters bewirtschafteten, hatten auf dem Atzelhof ihre Abgaben in Naturalien oder in bar bei dem dort amtierenden Meier abzuliefern. Daneben wurde bei Bedarf in der Anlage durch den Propst Recht gesprochen. Ursprünglich also für die Verwaltung aller Lorscher Besitzungen in Handschuhsheim vorgesehen, entwickelte sich der Atzelhof im Laufe der Zeit zum Verwaltungssitz der zwei Filialklöster von Lorsch auf dem Heiligenberg, dem Michaels- und dem Stephanskloster. Vermutlich war der Atzelhof auch der anfängliche Amtssitz der ältesten Herren von Handschuhsheim aus der Familie der Ingrame.
Bis in die frühe Neuzeit blieb der Atzelhof ein wirtschaftliches Zentrum von regionaler Bedeutung. Als Bausubstanz des 17. Jahrhunderts sind neben dem Hauptgebäude mehrere Keller, ein Keltereigebäude, eine Scheune und Ställe bezeugt. Nach der Aufhebung des Klosters Lorsch im Rahmen der Reformation wurde 1575 im Atzelhof ein Waisenhaus eingerichtet, das bis 1813 existierte. Die Abgaben der bisher dem Kloster unterstellten Bauern Handschuhsheims wurden weiterhin dort gesammelt, nun aber nicht mehr nach Lorsch gebracht, sondern zum Unterhalt des Waisenhauses eingesetzt. Dessen Grundsätze und Hausregeln sind in einer Waisenhausordnung aus dem Jahr 1588 erhalten. Im 17. Jahrhundert wurde das Waisenhaus wiederholt durch Kriegshandlungen stark in Mitleidenschaft gezogen, vor allem im Dreißigjährigen Krieg, 1674 im Holländischen Krieg und 1689 im Pfälzischen Erbfolgekrieg. Ab 1716 wurden keine Waisenkinder mehr aufgenommen, die Gehälter und Renten der Angestellten jedoch weiterbezahlt, obwohl die kurpfälzische Regierung in der Folgezeit wiederholt versuchte, dieser Korruption ein Ende zu setzen und aus der Anlage wieder ein tatsächliches Waisenhaus zu machen. Wenige Jahre nach der Auflösung der Kurpfalz 1803 wurde das Waisenhaus jedoch auch offiziell geschlossen. Daraufhin wurde das Areal zunächst durch die Evangelische Stiftung Pflege Schönau übernommen und gelangte schließlich in Privatbesitz.
1906 wurden Teile des Atzelhofs für die Anlage der südlichen Hälfte der damaligen Mittelstraße (heute Steubenstraße) abgerissen, 1923 wurden die restlichen Gebäude niedergelegt.

## Moderne Wohnsiedlung

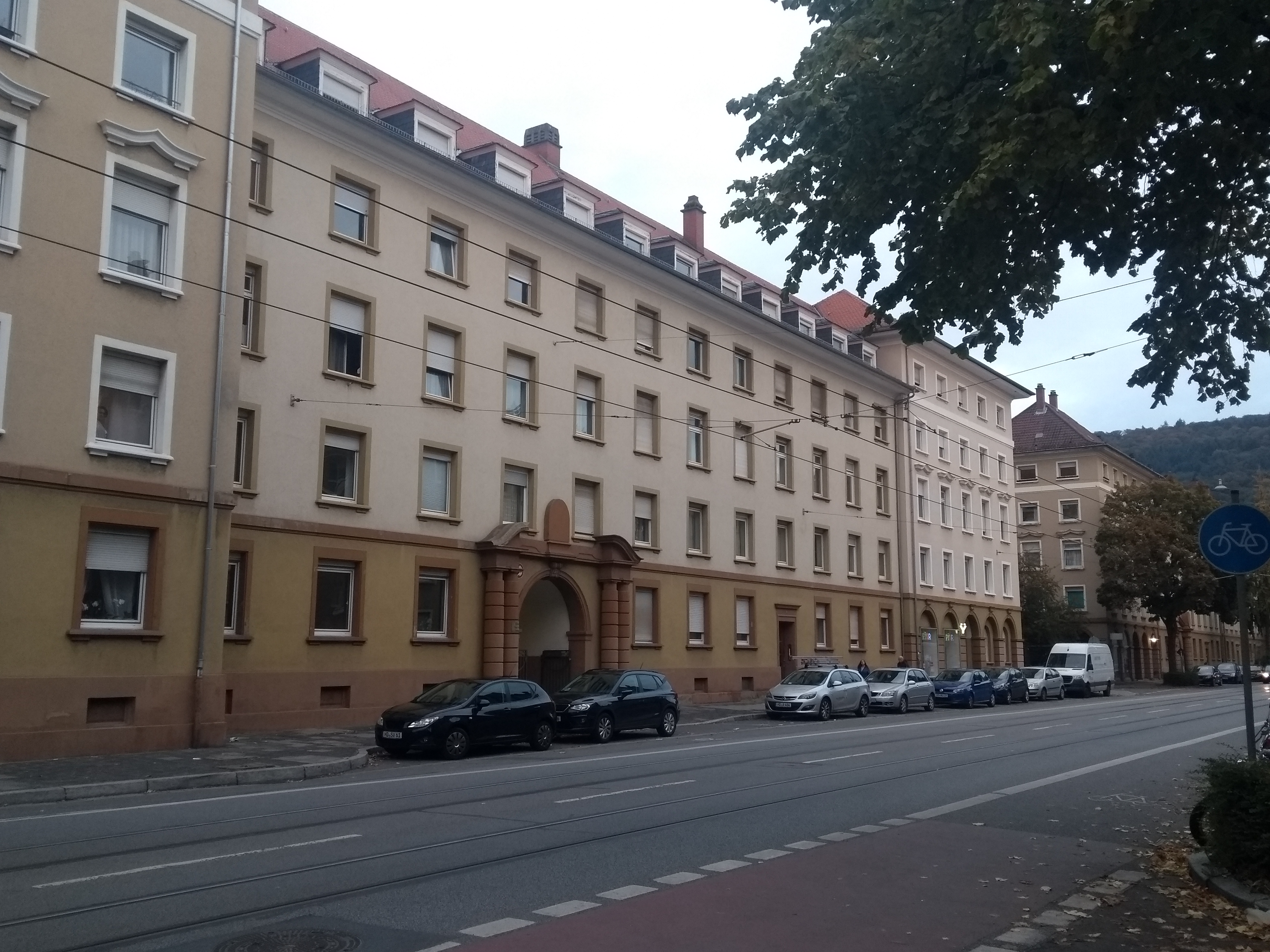
Rottmannstraße 34, 32 und 30 (von links nach rechts)

Die Wohnungsnot nach dem Ersten Weltkrieg führte in Handschuhsheim zur Errichtung diverser Wohnblocks und -siedlungen. Zu diesen gehört die zwischen 1919 und 1928 entworfene und angelegte Wohnanlage Atzelhof. Diese umfasst heute das Areal zwischen Rottmannstraße, Steubenstraße und Pfarrgasse (mit Ausnahme der südlichsten Gebäude zwischen Rottmann- und Steubenstraße), außerdem noch einige nach Norden anschließende Gebäude auf der Nordostseite der Rottmannstraße (Nummern 30, 32, 34, 36) und der Westseite der Steubenstraße (Nummern 53 und 55) sowie die Häuser beiderseits der Grahamstraße. Das Konzept der Siedlung folgte dem Grundsatz des sozialen Wohnungsbaus, dass auch die finanziell schwächer Gestellten das Recht auf eine lebenswerte Unterkunft haben sollten, sodass der Atzelhof-Komplex mithilfe städtischer Fördergelder vergleichsweise hohen Wohnstandards entsprach. Baubeginn der Anlage war der Mai 1921; die letzten Gebäude wurden Anfang des Jahres 1928 abgeschlossen.
Die Siedlung wurde durch die „Gemeinnützige Siedlungsgesellschaft Atzelhof m.b.H.“ errichtet, der Philipp Hettinger sowie die Terraingesellschaft Handschuhsheim vorstanden und die durch die Stadt Heidelberg unterstützt wurde, in die Handschuhsheim 1903 eingemeindet worden war. Die Bauentwürfe erstellten neben Hettinger selbst die Architekten Franz Sales Kuhn, Moosbrugger & Pflaumer, Carl Wolf, Otto Graf und Siegfried Seidemann. Für die Wohnsiedlung wurde das Areal zwischen Rottmann- und Steubenstraße durch die Anlage zweier neuer Straßen (Grahamstraße, westliche Verlängerung der Pfarrgasse) untergliedert. Die Blockränder der so entstandenen Areale wurden mit Wohnhäusern bebaut, während die Innenbereiche für Höfe und Gärten freigelassen wurden.

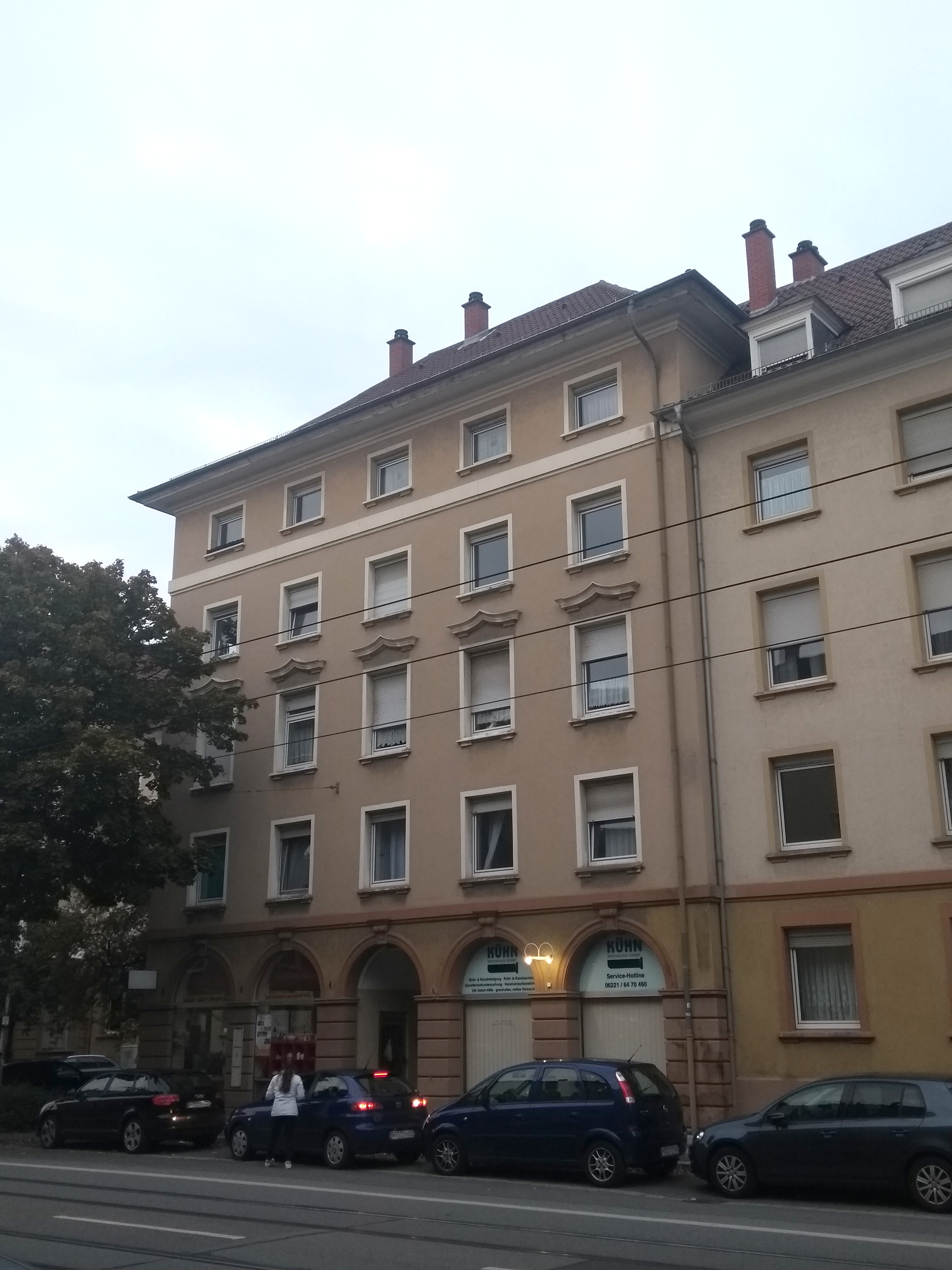
Rottmannstraße 24: Beispiel für die Kopfbauten der großen Häusertrakte der Atzelhof-Siedlung

Nach außen, zu den Hauptachsen Rottmann- und Steubenstraße hin, wurden große Häusertrakte errichtet. Deren fünfgeschossige Kopfbauten sind durch Arkaden und Giebelchen im barockisierenden Stil geprägt, während die restlichen Teile dieser äußeren Blocks nur vier Geschosse aufweisen und etwas schlichter gegliedert sind, allerdings an Triumphbögen erinnernde Torportale aufweisen. Die Gebäudeteile Rottmannstraße 24 und 30, welche die Einmündung der Pfarrgasse flankieren, sind ebenfalls im Stil der Kopfbauten gestaltet. Den Südrand der Pfarrgasse bildet ein einziger langgestreckter zweigeschossiger Putzbau, dessen Wohneinheiten nur von der rückwärtigen Gartenseite aus zugänglich sind. Auch die Nordostseite der Grahamstraße ist durch eine langgestreckte zweistöckige Front geprägt, die dort jedoch aus einzelnen kleinen, von der Straße zugänglichen Häusern gebildet wird. Die Mitte dieser Häuserreihe bildet ein etwas höherer, dreistöckiger Pavillon mit Tordurchfahrt zum dahinter liegenden Gartenbereich. Die Südwestseite der Grahamstraße bilden fünf dreigeschossige Mehrfamilienhäuser, die jeweils einen um ein Geschoss höheren Mittelrisalit aufweisen. Die Architektur ist also insgesamt heterogen und an die verschiedenen Ansprüche und Nutzungsformen angepasst; stilistisch lassen sich aber in den unterschiedlichen Häusertypen gemeinsame Grundstrukturen und wiederkehrende Gestaltungsschemata erkennen, die der Reformarchitektur des frühen 20. Jahrhunderts zuzuordnen sind. Insgesamt umfasste die Siedlung nach ihrer Fertigstellung ungefähr 220 Wohnungen und einige Räumlichkeiten für Ladengeschäfte.
Südlich schließen sich an die Wohnanlagen einige weitere Bauten aus der gleichen Zeit an, die nicht mehr Teil der eigentlichen Siedlung Atzelhof sind. Das südlichste dieser Gebäude, das 1926/1927 errichtete Haus Rottmannstraße 2, befindet sich direkt an der Kreuzung der spitz aneinander zulaufenden Straßen Rottmannstraße und Steubenstraße. Dort befand sich ehemals die Gastwirtschaft „Zum Atzelhof“, weshalb noch heute an der Vorderfront des Hauses der Schriftzug „Atzelhof“ prangt.
In der Wohnsiedlung Atzelhof lebte der 1927 geborene Schauspieler und Entertainer Joachim Fuchsberger in seiner Kindheit. Aus der „Gemeinnützigen Siedlungsgesellschaft Atzelhof“ ging die noch heute bestehende „Gemeinnützige Gesellschaft für Grund- und Hausbesitz mbH in Heidelberg“ hervor.